# Anthophora xanthostoma
Anthophora xanthostoma är en biart som beskrevs av Cockerell 1932. Anthophora xanthostoma ingår i släktet pälsbin, och familjen långtungebin. Inga underarter finns listade i Catalogue of Life.